# Katedra Świętego Piotra w Trewirze

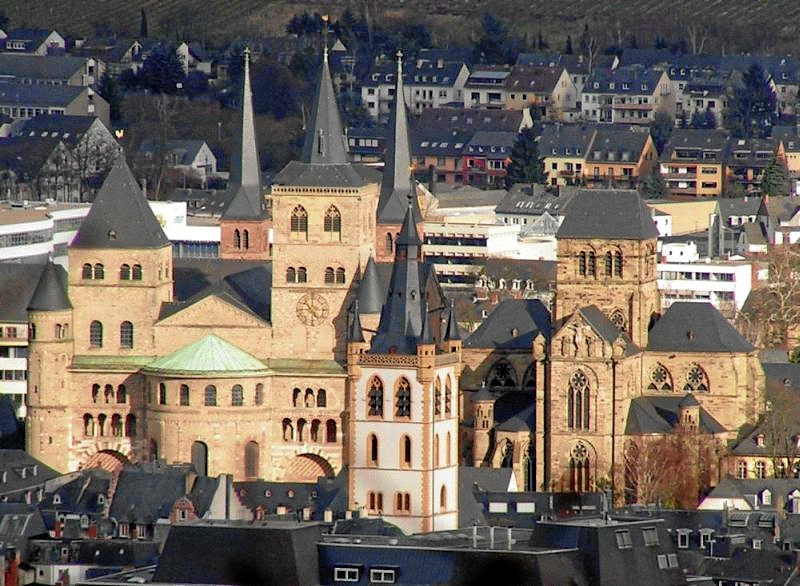
Katedra, Kościół Najświętszej Marii Panny oraz Kościół św. Gandolfa widziane z Markusberg

Katedra Świętego Piotra – najstarszy kościół biskupi w Niemczech.
W 1986 r. katedra została wpisana na listę dziedzictwa kulturowego UNESCO.
W Kościele Katedralnym posługują polscy zakonnicy ze Zgromadzenia Braci Serca Jezusowego.

## Historia
Według relacji o powstaniu katedry autorstwa brata Altmana von Hautvillers z Reims, cesarzowa Helena (późniejsza święta) oddała ówczesnemu biskupowi Trewiru Agritiuszowi część swojego pałacu z przeznaczeniem na siedzibę kościoła pod wezwaniem św. Piotra. Agritius na bazie podarowanego budynku, wzniósł w latach 310-320 bazylikę. Taką wersję wydarzeń zdają się potwierdzać wyniki prac archeologicznych przeprowadzonych na terenie katedry, w czasie których odkryto pozostałości późno rzymskiego domu wraz z malowidłem sufitowym z około 320.
Katedra została wzniesiona z polecenia cesarza Konstantyna, syna cesarzowej Heleny, który z okazji jubileuszu 20-lecia swoich rządów (ok. 326) podjął decyzję o budowie czterech wielkich świątyń: bazyliki św. Piotra w Rzymie, bazyliki Grobu Świętego w Jerozolimie, kościoła Narodzenia Chrystusa w Betlejem oraz Katedry w Trewirze. Katedra powstała jako północna część podwójnego kompleksu świątynnego. W części południowej stanął kościół biskupi.
Świątynia została znacznie rozbudowana za czasów biskupa Maksyminiusza (329-346) – powstały wtedy cztery bazyliki, baptysterium oraz liczne przybudówki. Z bliżej nieznanych przyczyn, cesarz Gracjan kazał zburzyć część katedry Konstantyna, wznosząc w jej miejsce tzw. Quadratbau o boku 40 metrów, który do dziś stanowi centralną część budowli.
W burzliwym okresie wielkiej wędrówki ludów w V wieku katedra została zniszczona. Quadratbau oraz fragmenty kościoła północnego zostały odbudowane z polecenia biskupa Nicecjusza. Kolejna fala zniszczeń przyszła wraz z najazdem Normanów w 882. Restaurację oraz dalszą rozbudowę kościoła zapoczątkowane przez arcybiskupa Egberta w końcu X wieku, kontynuowali jego następcy: kościół został całkowicie odnowiony, dobudowano kryptę oraz fasadę zachodnią z romańskimi wieżami- majstersztyk architektury z czasów dynastii salickiej. Rozbudowę kościoła zakończono poświęceniem prezbiterium i umieszczeniem domniemanej tuniki Chrystusa (św. Szaty) w ołtarzu głównym w 1196. Uważa się, że szatę odnalazła w Jerozolimie cesarzowa Helena i podarowała kościołowi w Trewirze.
W XIII wieku w południowej części kompleksu zbudowano kościół Najświętszej Marii Panny (niem. Liebfrauenkirche).
Po zakończeniu wojny trzydziestoletniej arcybiskup Karol Kasper Leyen rozpoczął kolejną przebudowę świątyni, ukończoną za panowania jego następcy arcybiskupa Jana Orsbecka. Do nawy wschodniej dobudowano pomieszczenie dla przechowywania relikwii św. Szaty. Pożar katedry w 1717 wymusił wiele zmian w wystroju kościoła: nowe ołtarze, płyty nagrobne, organy wykonano w dekoracyjnym stylu barokowym.

## Skarbiec katedralny

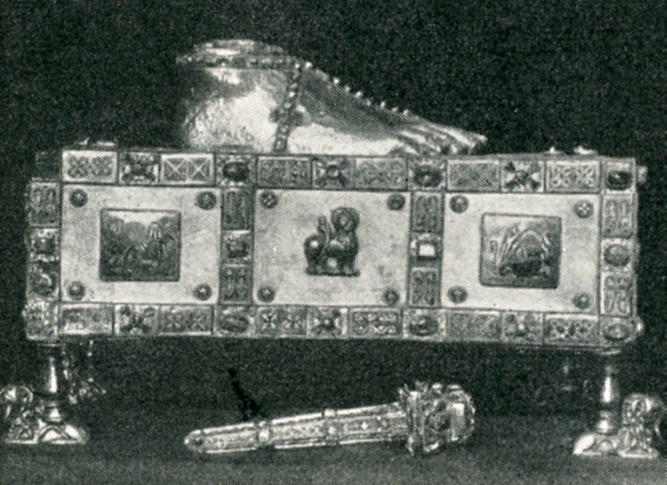
Relikwiarz św. Andrzeja

Oprócz św. Szaty, św. Helena podarowała katedrze w Trewirze wiele innych cennych relikwii: ząb św. Piotra, św. Gwóźdź oraz sandały św. Andrzeja. Relikwie przechowywane są w bogato zdobionych relikwiarzach, które znajdują się obecnie w skarbcu katedralnym (niem. Domschatz).
By zabezpieczyć relikwiarze przed kradzieżą i pożarem, w 1200 wzniesiono w północnej części chóru skarbiec (niem. Schatzhaus). Szybko powiększające się zbiory skarbca wymagały nowej siedziby – ok. 1480 wybudowano w południowej części katedry tzw.  Badische Bau, które mieści archiwum oraz skarbiec katedralny.
Inwentarze (1238, 1429 oraz 1776) przekazują szczegółowe informacje na temat zbiorów skarbca katedralnego, który przetrwał nietknięty przez stulecia. Dopiero w 1792 duża część zbiorów została zużyta do sfinansowania wojny przeciwko francuskim rewolucjonistom. Przetopiono wtedy na monety 399 kg złota ze skarbca. Przetrwało jedynie 12 dzieł. W XIX-XX w. dzięki licznym darom, a także zakupom zbiory skarbca powoli odbudowywano.
Obecnie skarbiec skrywa jedną z najbardziej znaczących kolekcji sztuki sakralnej:
- relief w kości słoniowej przedstawiający procesję z relikwiami z okresu późnego antyku
- dzieła sztuki romańskiej, gotyckiej, barokowej: przenośny ołtarz św. Andrzeja, relikwiarz św. Gwoździa, trybularz Gozberta
- dzieła sztuki XIX-XX w., w szczególności z okresu historyzmu z trewirskiego atelier Bremsa-Varaina

Ponadto w skarbcu znajduje się szereg cennych rękopisów średniowiecznych: Kodeks Św. Symeona z Trewiru, Ewangeliarz z Helmarshausen, Księga perykop biskupa Kuno II Falkelnsteina, a także szaty liturgiczne.

## Domstein

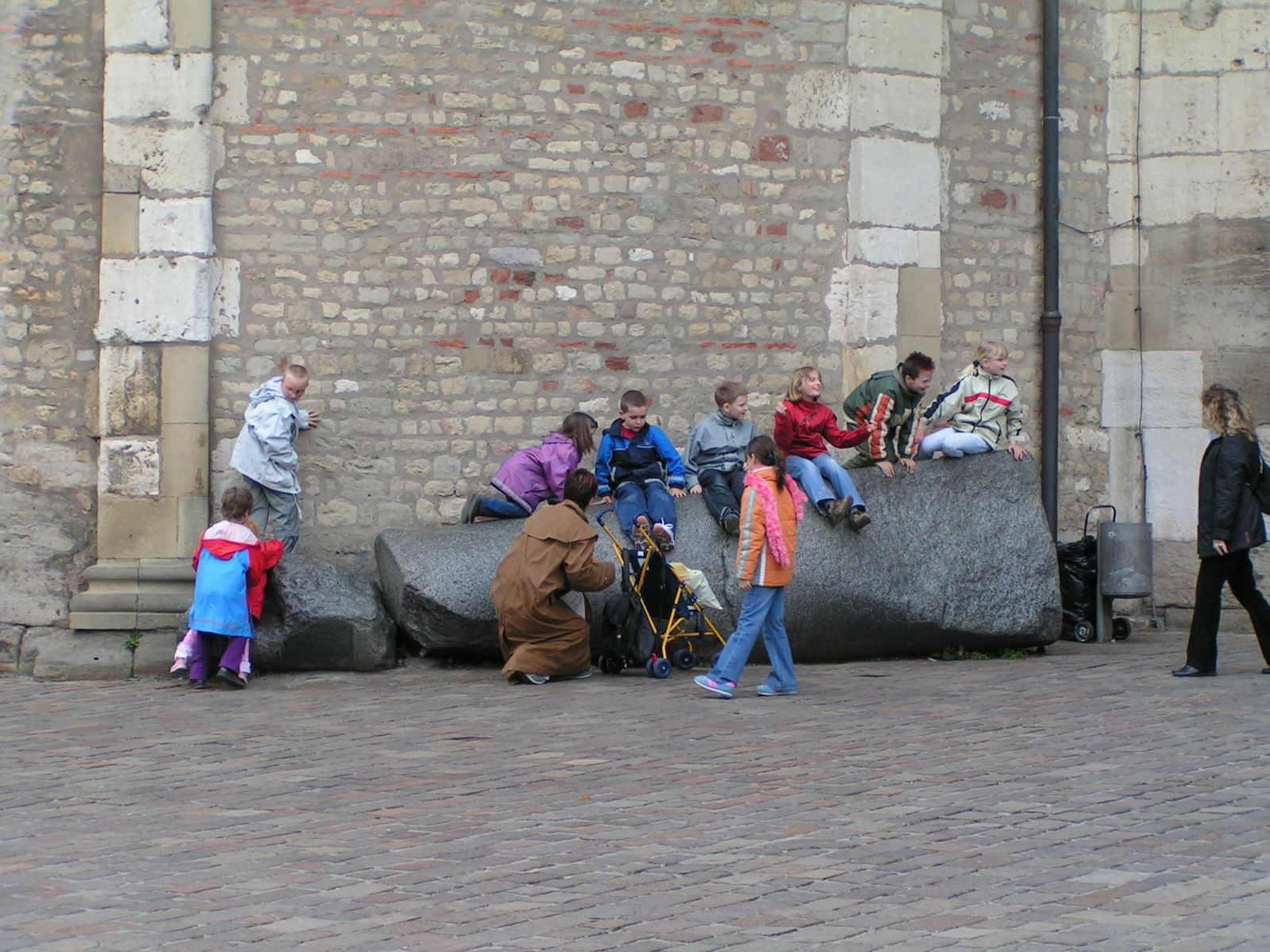
Domstein

Przed głównym wejściem do katedry leży około czterometrowa granitowa kolumna, tzw. Domstein. Według legendy do budowy świątyni podstępem zaangażowano diabła, który miał cisnąć kolumną kiedy zorientował się, że pomógł wznieść kościół. W rzeczywistości Domstein to jeden z czterech filarów, które podtrzymywały rzymski Quadratbau, zniszczony w V wieku.